# Bruno Morchio
Bruno Morchio (Genova, 6 agosto 1954) è uno scrittore italiano.
È autore di romanzi ascrivibili al genere "noir mediterraneo".

## Biografia
Figlio di un sindacalista originario di Ovada e di una sarta nata e cresciuta a Borzoli, a tre anni e mezzo si trasferisce a Brescia dove il padre contribuisce a costruire il sindacato dei metalmeccanici della CGIL. Conclusa la prima elementare torna con la famiglia a Genova e, al termine della scuola dell’obbligo, frequenta il liceo classico Colombo. Dopo la laurea in Lettere moderne nel 1979 con Edoardo Sanguineti con una tesi su La cognizione del dolore di Gadda, s'iscrive a Psicologia a Padova e termina gli studi nel 1984.
Dal 1988 opera come psicologo in un consultorio familiare pubblico e nel maggio 2018 cessa l'attività per dedicarsi esclusivamente alla scrittura.
Sposato, ha due figli, Stefania e Federico.

## Attività letteraria
Nel 2000 nasce la Fratelli Frilli Editori, una piccola casa editrice genovese interessata a romanzi gialli e noir ambientati in Liguria, che nel 2004 pubblica Bacci Pagano. Una storia da carruggi. Seguono Maccaia (2004) e La crêuza degli ulivi (2005).
Negli anni successivi, tutti i romanzi che hanno per protagonista l’investigatore genovese sono editi da Garzanti.
Nel 2006 Con la morte non si tratta, nel 2007 Le cose che non ti ho detto, nel 2008 Rossoamaro, col quale vince nel 2009 il Premio Azzeccagarbugli al romanzo poliziesco e nel 2010 la spy story Colpi di coda.
I primi due romanzi della serie sono stati tradotti in tedesco da Ingrid Ickler e pubblicati nel 2007 e 2008 dalla Unionsverlag di Zurigo . La casa editrice dtv di Monaco di Baviera ha pubblicato nel 2010 la traduzione di Rossoamaro e nel 2011 quella di Con la morte non si tratta.
Il successivo romanzo, Il profumo delle bugie, pubblicato da Garzanti nel 2012, non appartiene al genere noir e racconta con una scrittura ironica e talvolta grottesca le vicende di una famiglia alto-borghese che nel giro di due settimane, a ridosso del Natale, vive la propria tragicomica consunzione. Premio Selezione Bancarella 2013.
A novembre dello stesso anno esce Lo spaventapasseri (Premio Lomellina in giallo).
Settembre 2014: Un conto aperto con la morte, nuova indagine di Bacci Pagano raccontata dall'alter-ego dell'autore, lo scrittore Gian Claudio Vasco (in omaggio ai maestri Izzo e Vázquez Montalbán), finalista al Premio Nebbia Gialla.
Aprile 2015: Rizzoli pubblica Il testamento del Greco, spy story in cui compare un nuovo personaggio, il trentaseienne Alessandro Kostas, figlio di un ex agente dei Servizi segreti detto il Greco.
Maggio 2016: nuova indagine dell'investigatore genovese, Fragili verità, selezionato tra i cinque finalisti del Premio Scerbanenco 2016.
Ottobre 2017 nella collana Nero Rizzoli esce Un piede in due scarpe, giallo leggero e ironico, ambientato nella Genova del 1992, che ha per protagonisti uno psicologo quasi quarantenne, il dottor Paolo Luzi, e un commissario altoatesino di nome Ingravallo, come il celebre don Ciccio del Pasticciaccio di Gadda. I riferimenti al romanzo gaddiano sono molteplici, a cominciare da un uso disinvolto dei registri linguistici (alto e comico, con ricorso al dialetto romanesco), dal frequente ricorso alla metafora del "garbuglio o gliommero" e dalla presenza di personaggi bizzarri, come la giovane imputata dai capelli rossi, il padre di Luzi, idraulico in pensione, e un'eccentrica aristocratica, la marchesa Federica Brignole Sale. Il romanzo ottiene la Menzione speciale della giuria del Premio Scerbanenco 2017 ed è terzo classificato al Premio Romiti di Viterbo.
Novembre 2018: Uno sporco lavoro. La calda estate del giovane Bacci Pagano, romanzo prequel che racconta la prima indagine svolta dall'investigatore dei carruggi. Uscito dal carcere nel 1980, per cinque anni Bacci girovaga per il mondo (Cuba, Stati Uniti, Africa) e al ritorno apre l'agenzia investigativa in un piccolo ufficio di piazza De Marini. Il primo ingaggio apparentemente è un affare, poco rischio e ottima paga: dovrà fare l'addetto alla sicurezza di un manager dell'industria di Stato in vacanza in una villa di Pieve Ligure con la bellissima moglie, il figlioletto e la baby-sitter. Ma niente è come sembra e l'incarico si rivelerà una trappola, un gioco pericoloso che impegnerà tutte le risorse del detective appena trentenne.
Novembre 2019: Le sigarette del manager. Bacci Pagano indaga in val Polcevera: l'investigatore viene assoldato dalla moglie di un tecnico informatico scomparso sotto Natale dopo il crollo del ponte Morandi e la ricerca dell'uomo lo induce a interrogarsi sulla valle, già importante distretto industriale della città, ora cosparsa dei gusci vuoti delle fabbriche ormai dismesse. Una riflessione sulle periferie animata non da nostalgia per il passato ma da un'acuta, tormentosa ansia di futuro. La difficile decisione di associare il fidanzato della figlia, Essam, all'agenzia investigativa e l'incontro con Giulia, una donna che ricorda una guerrigliera curda, sono forse due segnali che indicano un futuro necessario e possibile.
Nel 2020 Kazabo Publishing di San Diego (California) pubblica The german client, traduzione inglese di Rossoamaro.
Nel 2020 nella collana Nero Rizzoli esce Dove crollano i sogni, romanzo ispirato ai classici del noir, da Caine a Simenon, da Malet a Dard, che racconta in prima persona, con la voce di una diciassettenne nata e cresciuta in val Polcevera, un delitto consumato nel contesto del disagio di una generazione alla quale è stato rubato il futuro (vincitore del Premio internazionale Casinò di Sanremo 1905-Antonio Semeria).
Nell'autunno dello stesso anno:Voci nel silenzio, indagine di Bacci Pagano che si svolge durante la quarantena da pandemia Covid-19 e che affronta il tema del brigatismo rosso.
Novembre 2021: Nel tempo sbagliato. Bacci Pagano e l'irresistibile arte della fuga (Garzanti), romanzo ambientato nel 1994: un Bacci Pagano angosciato dall'approssimarsi del nuovo millennio, frastornato dalla separazione, dal divieto di vedere la figlia e in procinto di traslocare, è ingaggiato da un uomo arricchitosi grazie a spregiudicate speculazioni finanziarie che gli chiede di ritrovare la moglie Myra, una giovane ricercatrice universitaria proveniente dall'Ucraina. A poco a poco, parlando con le persone che l'hanno conosciuta, il detective comporrà della donna un'immagine mitica che renderà ancora più amara la conclusione dell'indagine (Premio "Augusto Monti" Monastero Bormida, VIII edizione, 2024, 2° classificato ex aequo).
Gennaio 2023: Nella collana Nero Rizzoli esce La fine è ignota, protagonista l'investigatore privato genovese Mariolino Migliaccio, detto fottignin scotizzoso (in dialetto "ficcanaso sporcaccione"), detective senza licenza che riceve i clienti in un bar della città vecchia e abita in una lurida pensione in vico degli Stoppieri. Migliaccio ha trenttatré anni, non ha mai conosciuto suo padre e la madre, la Wanda, faceva la prostituta ed è stata uccisa da un misterioso assassino quando lui frequentava l'ultimo anno di liceo. Un outsider attanagliato dai debiti e dalla fame che per sopravvivere deve scendere a patti con la propria coscienza; nel romanzo si pone al soldo di un boss malavitoso che gli affida l'incarico di ritrovare una prostituta albanese minorenne fuggita da un postribolo di lusso.
Premio Giorgio Scerbanenco 2023.
Novembre 2023: Le ombre della sera. Un'indagine senza capo né coda (Garzanti). Romanzo che rompe le convenzioni del genere: Pagano è chiamato dalla vedova dell'amico Cesare Almansi a indagare sulla morte di quest'ultimo, avvenuta otto anni prima. Incidente d'auto o suicidio? L'incarico, assunto gratuitamente, sarà l'occasione per ripercorrere la parabola di un'amicizia durata cinquant'anni, per esplorarne i lati oscuri e riflettere sul trascorrere del tempo e sul carattere effimero dell'esistenza e delle relazioni umane.
Ottobre 2024:La badante e il professore  (Mondadori). Romanzo giallo in cui la voce narrante è quella di un ragazzo di dodici anni, nato e cresciuto in un paese dell'entroterra. Filippo Sarzana detto Sarzetto indaga sull'omicidio del suo mentore, il professor Canepa, ma il suo scopo non è scoprire l'assassino ma scaagionare la seducente badante ucraina della quale è perdutamente invaghito.
A giugno 2025 esce la seconda indagine del giovane detective Mariolino Migliaccio, impegnato a smascherare un grave incidente sul lavoro spacciato dalla 'ndrangheta per morte per overdose: La morte non paga doppio (Nero Rizzoli).

## Opere

### Romanzi con protagonista Investigatore Bacci Pagano
1. Bacci Pagano. Una storia da carruggi, Genova, Fratelli Frilli Editori, 2004, ISBN 88-7563-017-8.
2. Maccaia, Genova, Fratelli Frilli Editori, 2004, ISBN 978-88-7563-200-7.
3. La crêuza degli ulivi - Le donne di Bacci Pagano, Genova, Fratelli Frilli Editori, 2005, ISBN 978-88-7563-250-2., Edizione riv. anno 2017 Garzanti Editori.
4. Con la morte non si tratta, Milano, Garzanti, 2006, ISBN 978-88-11-68569-2.
5. Le cose che non ti ho detto, Milano, Garzanti, 2007, ISBN 978-88-11-68603-3.
6. Rossoamaro, Milano, Garzanti, 2008, ISBN 978-88-11-68636-1.
7. Colpi di coda, Milano, Garzanti, 2010, ISBN 978-88-11-68653-8.
8. Lo spaventapasseri, Milano, Garzanti, 2013, ISBN 978-88-11-68497-8.
9. Un conto aperto con la morte, Milano, Garzanti, 2014, ISBN 978-88-11-68785-6.
10. Fragili verità, Milano, Garzanti, 2016, ISBN 978-88-11-68784-9.
11. Uno sporco lavoro. La calda estate del giovane Bacci Pagano, Milano, Garzanti, 2018, ISBN 978-88-11-60298-9.
12. Le sigarette del manager. Bacci Pagano indaga in val Polcevera, Milano, Garzanti, 2019, ISBN 978-88-11-60299-6.
13. Voci nel silenzio. Dalla quarantena, Bacci Pagano e gli spettri del passato, Milano, Garzanti, 2020, ISBN 978-88-11-81610-2
14. Nel tempo sbagliato. Bacci Pagano e l'irresistibile arte della fuga, Milano, Garzanti, 2021, ISBN 978-88-11-81627-0
15. Le ombre della sera. Un'indagine senza capo né coda, Milano, Garzanti, 2023, ISBN 978-88-11-00317-5.

### Romanzi con protagonista Mariolino MIgliaccio
1. La fine è ignota, Milano, Rizzoli, 2023, ISBN 978-88-17-17391-9
2. La morte non paga doppio, Milano, Rizzoli, 2025,ISBN 978-88-17-18479-3

### Altri romanzi
- Il profumo delle bugie, Milano, Garzanti, 2012, ISBN 978-88-11-68654-5.
- Il testamento del Greco, Milano, Rizzoli, 2015, ISBN 978-88-17-08029-3.
- Un piede in due scarpe, Milano, Rizzoli, 2017, ISBN 978-88-17-09692-8.
- Dove crollano i sogni, Milano, Rizzoli, 2020,ISBN 978-88-17-14439-1
- La badante e il professore, Milano, Mondaori, 2024, ISBN 978-88-04-75747-4.

### Racconti
- A cura dell'Istituto Italiano di Cultura di Pechino, Gli uccelli di Pechino, in Accadde a Pechino, Beijing, Culture and Art Publishing House, 2010, ISBN 978-7-5039-4628-8.
- Bacci Pagano cerca giustizia, Genova, Fratelli Frilli Editori, 2011, ISBN 978-88-7563-663-0.
- A cura di Katharina Schmidt, Quel che resta..., in Nel cuore della notte, Roma, Del Vecchio Editore, 2011, ISBN 978-88-6110-044-2
- A cura di Cristina Marra, Il gatto nero, in Animali noir, Cosenza, Falco Editore, 2013, ISBN 978-88-6829-047-4.
- A cura di Marcello Fois, Il postino suona sempre due volte, in Undici per la Liguria, Torino, Einaudi, 2015, ISBN 978-88-5841-801-7
- A cura di Armando d'Amaro, Una visita a sorpresa, in Una finestra sul noir. In memoria di Marco Frilli, Genova, Fratelli Frilli Editori, 2017, ISBN 978-88-6943-220-0.
- A cura del Touring Club Italiano, L'amica vera, in Attraverso l'Italia. Oltre i luoghi comuni, il bello del nostro paese, Milano, Touring Editore, 2017, ISBN 978-88-365-7367-7.
- La quinta fila, Il Secolo XIX, 23 agosto 2023.
- Quel tranvai chiamato desiderio, Il Secolo XIX, 29 giugno 2024.
- Il singolare ritorno a casa del ragionier Giuffré, Il Secolo XIX, 24 dicembre 2024.
- A cura del Rotary Club Genova San Giorgio, Cartolina dal paradiso, in Liguria terra di emozioni, Genova, Stefano Termanini Editore, 2025, ISBN 978-88-95472867
- Una nuova agenzia investigativa per rovistare nella spazzatura, Il Secolo XIX, 20 luglio 2025.

### Altro
- La Genova di Bacci Pagano, foto di Gianni Ansaldi e Patrizia Traverso, Genova, Il Melangolo, 2009, ISBN 978-88-7018-753-3.
- Bacci Pagano. Il gioco, gioco da tavolo, Genova, Demoela, 2021
- Nel cuore di Genova. Viaggio nella città di Bacci Pagano, foto di Gianni Ansaldi e Patrizia Traverso, Genova, Il Canneto Editore, 2022 ISBN 979-12-80239-58-7.
- Bruno Morchio e Marco D'Aponte, Maccaia. Graphic Novel, Torino, Il Capricorno 2024 ISBN 978-88-7707-751-6
- Sequestro d'autore. Bacci Pagano all'osteria, monologo teatrale, in Sabrina Prisco, Racconti in osteria, Salerno, Homo Scrivens, 2024, ISBN 9788832784251.

## Riconoscimenti
- 2009 - Premio Azzeccagarbugli al romanzo poliziesco a Rossoamaro (Garzanti)
- 2012 - Premio Fulvio Cerofolini
- 2013 - Premio Selezione Bancarella con Il profumo delle bugie (Garzanti)
- 2013 - Premio Lomellina in Giallo a Lo spaventapasseri (Garzanti)
- 2014 - Premio Tigulliana
- 2017 - Premio Romiti (Viterbo), 3º classificato con Un piede in due scarpe (Nero Rizzoli)
- 2017 - Menzione Speciale della Giuria Premio Scerbanenco a Un piede in due scarpe (Nero Rizzoli)
- 2019 - Premio Giallista dell'anno al Concorso Letterario La Quercia del Myr
- 2019 - Premio Tigulliana
- 2020 - Premio Internazionale Casinò di Sanremo - Antonio Semeria a Dove crollano i sogni (Nero Rizzoli)
- 2023 - Premio Scerbanenco[3] a La fine è ignota (Nero Rizzoli)
- 2024 - Menzione Speciale della Giuria Premio Giorgio Scerbanenco per il Cinema a La fine è ignota (Nero Rizzoli)
- 2024 - Premio "Augusto Monti" VIII Edizione, Monastero Bormida, 2º classificato ex aequo con Nel tempo sbagliato (Garzanti)